# 瓦尔德比特尔布伦
瓦尔德比特尔布伦是德国巴伐利亚州的一个市镇。总面积19.16平方公里，总人口5015人，其中男性2514人，女性2501人（2011年12月31日），人口密度262人/平方公里。